# 포엽

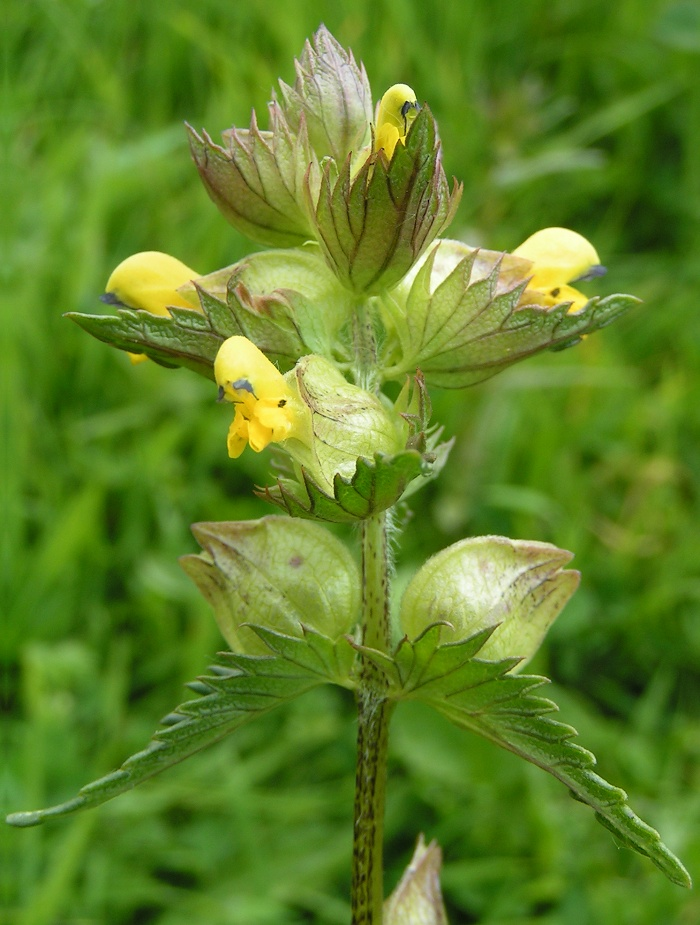
이 이미지의 모든 "잎"은 포이다.

포엽(苞葉, bract)  또는 포(苞), 큰싸개잎은 식물학에서 수정되거나 특수화된 잎, 특히 꽃, 꽃차례 축 또는 솔방울 조각과 같은 생식 구조와 관련된 잎이다. 포엽은 일반적으로 단풍 잎과 다르다. 크기, 색상, 모양 또는 질감이 다를 수 있다. 일반적으로 꽃잎이나 꽃받침과 같은 꽃의 부분과도 다르게 보인다.

## 소포엽
작은 포는 소포엽(bracteole), 소포, 작은꽃싸개라고 불린다. 기술적으로 이것은 그것을 대치하는 대신 작은 꽃자루에서 발생하는 포이다.

## 같이 보기
- 꽃
- 꽃꿀